# Wow!
Wow! è il quarto album di studio del trio femminile britannico delle Bananarama, pubblicato nel 1987, su etichetta London Records.

## Produzione
Il lavoro è interamente prodotto da Stock, Aitken & Waterman, che avevano già collaborato con le tre ragazze alla realizzazione di alcuni pezzi sul precedente LP del 1986, True Confessions, in particolar modo sulla nota cover degli Shocking Blue, Venus, che aveva regalato loro la fama mondiale e la loro prima e unica Numero 1 negli Stati Uniti, dove sarà proprio Wow! l'ultimo album della band a produrre significativi successi di classifica.
Wow! è anche l'ultimo album registrato dai due membri attuali, Sara Dallin e Keren Woodward, con la terza dei membri storici, Siobhan Fahey, che lascerà il gruppo. Le ragioni dell'abbandono ufficialmente addotte alla stampa e ai fans indicavano il recente matrimonio di Siobhan con Dave Stewart degli Eurythmics e la sua recente gravidanza, portata a termine proprio durante la promozione dell'album, con la nascita del suo primo bimbo. Quando, poco dopo, la Fahey dette vita al duo new wave delle Shakespears Sister, le insistenti voci che parlavano di una lite avvenuta all'interno delle Bananarama furono dapprima messe prontamente a tacere, sia ribadendo che Siobhan aveva lasciato la band di sua spontanea volontà, sia dichiarando che lei stessa aveva approvato la sua sostituzione con la nuova arrivata, Jacquie O'Sullivan (così nel libretto di The Greatest Hits Collection del 1988). Quando il nuovo duo ottenne però il suo primo grande successo, con il pezzo intitolato "You're History", che sembrava voler sottolineare la positività di un brutto rapporto quando fa ormai parte del passato, era ormai difficile credere alla nuova dichiarazione di Siobhan, che disse che un duo era molto più facile da gestire per lei, e che il solo fatto di essere in due le permetteva una maggiore flessibilità.
Più tardi, le stesse Keren e Sara avrebbero dichiarato, in diverse interviste, che "You're History" era soltanto uno di un discreto numero di brani delle Shakespears Sister a scagliarsi contro le ex compagne ("Heroine", "Break My Heart (You Really)", "I Don't Care" e altre ancóra). A quanto pare, le tensioni all'interno del trio sarebbero innanzitutto nate tra Siobhan Fahey e i tre produttori britannici Stock, Aitken & Waterman (anche noti con l'acronimo SAW), a proposito della composizione di alcuni brani, sia dal punto di vista strettamente musicale che dal punto di vista dei contenuti dei testi, in particolare riguardo al brano "Strike It Rich". Quando si decise di inserire comunque il pezzo nell'album, e addirittura di includere una versione molto più lunga nelle edizioni del CD e della cassetta, i contrasti avrebbero coinvolto anche le altre due ex compagne. Così, la Fahey decise di abbandonare il trio, alcuni mesi dopo l'uscita di Wow!, nel bel mezzo della sua promozione, ma non senza aver prima ritirato con Sara e Keren il premio che le ha viste insignite del record (tuttora detenuto) di band femminile di maggior successo di tutti i tempi, entrando così nel Guinness dei Primati.
Quando venne pubblicato il quarto singolo dall'album Wow!, "I Want You Back", Siobhan già non compariva più né sulla copertina né nei credits (tranne per la composizione, alla quale, pur riluttante, aveva comunque partecipato), e al suo posto c'era invece il nuovo membro del momentaneamente confermato trio (di lì a poco, un duo), in una «single version» registrata nuovamente dalla Dallin e dalla Woodward assieme alla citata Jacquie O'Sullivan. Per evitare simili problemi, i due membri originari misero presto le cose in chiaro, e dopo un'unica traccia composta dalle due assieme alla nuova recluta, la O'Sullivan sarebbe stata estromessa completamente dal processo compositivo e creativo del gruppo, del tutto privata di voce in capitolo riguardo ad ogni cosa, dai video ai testi, dal look alla musica. Proprio questo porterà in breve tempo alla defezione di Jacquie, che abbandonerà nel 1991, anche lei durante la promozione di un album, l'unico long playing di inediti di studio realizzato dalla nuova formazione (ma quasi tutto scritto dalla sola Sara), che da allora fino ad oggi deciderà di continuare come duo.
Quanto a Wow!, l'album ottenne un grande successo nel Regno Unito e un successo più moderato negli USA, mentre divenne immensamente popolare in Australia, dove raggiunse il Numero 1 nelle classifiche locali. I cinque singoli entrarono tutti nella Top 20 britannica: "I Heard a Rumour", il brano preferito dei tre produttori SAW, arrivò al Numero 14 (il relativo videoclip contiene tra l'altro la scritta «WOW», tutta maiuscola e senza punto esclamativo finale, del titolo dell'album, ricavata dalle tre singole lettere stampate, a caratteri cubitali, sulle culotte indossate dalle tre Bananarama, Sara, Keren e Siobhan, visibili durante il middle strumentale della canzone, quando i tre membri della band sono di spalle alla telecamera e si tirano su le lunghe gonne ottocentesche, fino a scoprire gli altrettanto lunghi indumenti intimi); il secondo, "Love in the First Degree",  salì fino al numero 3, diventando uno dei tre più grandi successi delle Bananarama (gli altri due sono il precedente "Robert DeNiro's Waiting", del 1984, e il seguente "Help!", del 1989, cover del celebre brano dei Beatles, realizzato per beneficenza assieme a Jacquie O'Sullivan); il terzo, "I Can't Help It", l'ultimo con Siobhan, si fermò esattamente al numero 20; il quarto, "I Want You Back", il primo con Jacquie, fu un altro grandissimo successo, arrivando fino al numero 5; mentre l'ultimo, "Nathan Jones", altra cover realizzata con la O'Sullivan, non andrà oltre il Numero 15.
Nel marzo del 2007, la Rhino Records ha ristampato in CD i primi sei album della band, rimasterizzandoli e includendo su ciascuno una serie di bonus tracks, composte da lati B, remix ed altre tracce fino ad allora mai incluse su nessun album, come colonne sonore e singoli internazionali. In particolare, Wow! comprende ben 7 canzoni in più, con tutti i lati B inediti dell'epoca, in versione originale ("Mr. Sleaze", "Clean Cut Boy", "Amnesia (Theme from The Roxy)" e "Ecstacy"), le due versioni di "I Want You Back" e "Nathan Jones" ricantate da Sara e Keren con Jacquie, e un breve stralunato remix di quest'ultimo, appropriatamente intitolato «Psycho 7" Edit».

## Tracce
1. "I Can't Help It" (Dallin, Fahey, Woodward, Stock, Aitken, Waterman) — 3:25
2. "I Heard a Rumour" (Dallin, Fahey, Woodward, Stock, Aitken, Waterman) — 3:31
3. "Some Girls" (12" Version) (Dallin, Fahey, Woodward, Stock, Aitken, Waterman) — 5:45
4. "Love in the First Degree" (Dallin, Fahey, Woodward, Stock, Aitken, Waterman) — 3:31
5. "Once in a Lifetime" (Dallin, Fahey, Woodward, Stock, Aitken, Waterman) — 4:02
6. "Strike it Rich" (12" Version) (Dallin, Fahey, Woodward, Stock, Aitken, Waterman) — 5:59
7. "Bad for Me" (Dallin, Fahey, Woodward, Stock, Aitken, Waterman) — 3:37
8. "Come Back" (Dallin, Fahey, Woodward) — 3:39
9. "Nathan Jones" (Wakefield, Caston) — 5:10
10. "I Want You Back" (Dallin, Fahey, Woodward, Stock, Aitken, Waterman) — 3:51

L'edizione in cassetta e quella limitata in doppio vinile dell'album contenevano tre tracce in più:
1. "Bananarama Megamix" (Dallin, Fahey, Woodward, Stock, Aitken, Waterman)
2. "Mr. Sleaze" (Rare Groove Remix) (Dallin, Fahey, Woodward, Stock, Aitken, Waterman)
3. "Ecstacy" (Chicago House Style) (Dallin, Fahey, Woodward, Stock, Aitken, Waterman)

### Bonus tracks sulla ristampa del 2007
1. "Clean Cut Boy" (Dallin, Fahey, Woodward, Curnow) — 4:37
2. "Mr. Sleaze" (Dallin, Fahey, Woodward, Stock, Aitken, Waterman) — 4:43
3. "Ecstacy" (Wild Style) (Dallin, Fahey, Woodward, Stock, Aitken, Waterman) — 5:35
4. "Nathan Jones" (Psycho 7" Edit) (Wakefield, Caston) — 3:01
5. "I Want You Back" (Single Version) — 3:46
6. "Amnesia" (Theme from "The Roxy") (Stock, Aitken, Waterman) — 6:26
7. "Nathan Jones" (Single Version) (Wakefield, Caston) — 3:18

La ristampa del 2007 di Wow!, comprende soltanto le versioni brevi di "Some Girls" (4:19) e "Strike It Rich" (2:18), escludendo invece le relative versioni 12", molto più lunghe, che comparivano sull'originale edizione in CD del 1987.

## Credits

### Formazione
- Sara Dallin - voce
- Keren Woodward - voce
- Siobhan Fahey - voce
- Jacquie O'Sullivan - voce

### Turnisti
- Mike Stock: tastiere, programmazione Linn drums, cori
- Matt Aitken: tastiere, programmazione Linn drums, chitarre
- Pete Waterman: programmazione batteria elettronica supplementare
- Ian Curnow: programmazione Fairlight
- John O'Hara: tastiere supplementari

### Produzione
- Stock, Aitken & Waterman: produzione
- Mark McGuire: tecnico del suono
- Jamie Bromfield, Karen Hewitt, Mike Duffy: tecnici del suono supplementari
- Mixmaster Pete Hammond: missaggio
- Mixmaster Phil Harding: missaggio supplementare

### Staff
- Hillary Shaw: management
- Ron Weisner, Bennett Freed: management per gli Stati Uniti
- Peter Barrett: design copertina
- Andrew Biscomb: assistente design copertina
- Andy Earl: fotografia
- Carrie Branovan: fotografie supplementari

## Classifiche

### Album
| Paese (1987) | Posizione più alta |
| ------------ | ------------------ |
| UK           | 26                 |
| USA          | 44                 |
| Australia    | 1                  |

### Singoli
| Singolo                    | Paese  | Posizione più alta |
| -------------------------- | ------ | ------------------ |
| "I Heard a Rumour"         | UK     | 14                 |
| "I Heard a Rumour"         | Italia | 23                 |
| "Love in the First Degree" | UK     | 3                  |
| "I Can't Help It"          | UK     | 20                 |
| "I Want You Back"          | UK     | 5                  |
| "Nathan Jones"             | UK     | 15                 |

## Dettagli pubblicazione
| Paese | Data | Etichetta      | Formato | N° Catalogo |
| UK    | 1987 | London Records | LP      | 828 061 1   |
|       |      |                | CD      | 828 061 2   |
|       |      |                | MC      | 828 061 3   |